# Lista de distritos de Nova Friburgo

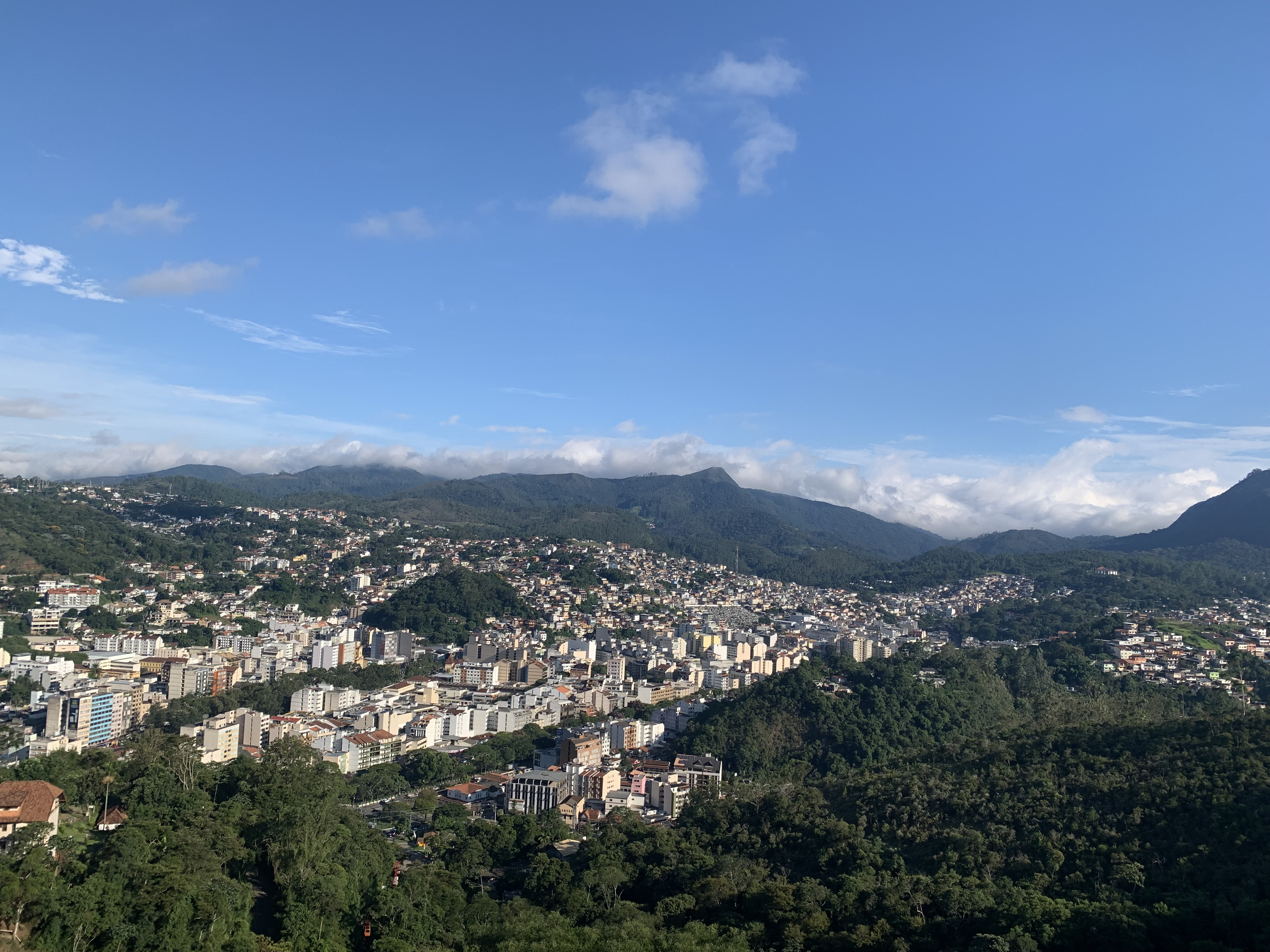
Vista parcial do Distrito sede a partir do teleférico do Suspiro

Aqui são listados os distritos de Nova Friburgo, que são uma divisão oficial do município brasileiro supracitado, localizado no interior do estado do Rio de Janeiro. As subdivisões estão de acordo com a Prefeitura de Nova Friburgo, enquanto o total de habitantes, a área e a quantidade de domicílios particulares foram coletadas pelo Instituto Brasileiro de Geografia e Estatística (IBGE) durante o censo realizado no ano de 2022 e as datas de criação foram extraídas por este instituto da Enciclopédia dos Municípios Brasileiros.
Além dos sete distritos, Nova Friburgo também é dividida em cerca de 40 bairros oficiais. O distrito-sede, que é onde se encontram muitos dos bairros e o centro da cidade, foi criado pela Lei Municipal nº 4, que estabelece a circunscrição do 1º distrito como a sede do município. Hoje a sede é o maior e mais populoso, contando com 104 787 habitantes e 147,75 km². O segundo maior distrito é Campo do Coelho, com área de 234,44 km², e o segundo mais populoso é o distrito de Conselheiro Paulino, que possui 45 010 habitantes.

## Distritos
| Distrito             | Habitantes | Àrea km² | Domicilios particulares | Data de criação |
| -------------------- | ---------- | -------- | ----------------------- | --------------- |
| Nova Friburgo (Sede) | 104.787    | 147,75   | 53.078                  | Desconhecido    |
| Lumiar               | 6.042      | 217,12   | 4.930                   | 1889            |
| São Pedro            | 3.896      | 66,39    | 2.529                   | 1911            |
| Amparo               | 4.696      | 43,78    | 2.353                   | 1924            |
| Campo do Coelho      | 12.681     | 234,44   | 5.873                   | 1938            |
| Riograndina          | 6.115      | 43,78    | 2.353                   | 1943            |
| Conselheiro Paulino  | 45.010     | 35,86    | 21.219                  | 1952            |
| Mury                 | 6.712      | 155,91   | 4.428                   | 1988            |